# Gheorghe Megelea
Gheorghe Megelea (Reșița, 14 marzo 1954) è un ex giavellottista rumeno.

## Biografia
All'apice della carriera vinse la medaglia di bronzo nel lancio del giavellotto alle Olimpiadi di Montréal 1976.

## Palmarès

### Olimpiadi
- 1 medaglia:
  - 1 bronzo (Montréal 1976 nel lancio del giavellotto)

### Universiadi
- 1 medaglia:
  - 1 oro (Roma 1975 nel lancio del giavellotto)